# Eszter Bíró
Eszter Bíró (Budapest, 20 novembre 1971) è un'ex cestista ungherese.

## Carriera
Con l'Ungheria ha disputato i Campionati europei del 1991, vincendo la medaglia di bronzo.